# Vairocana

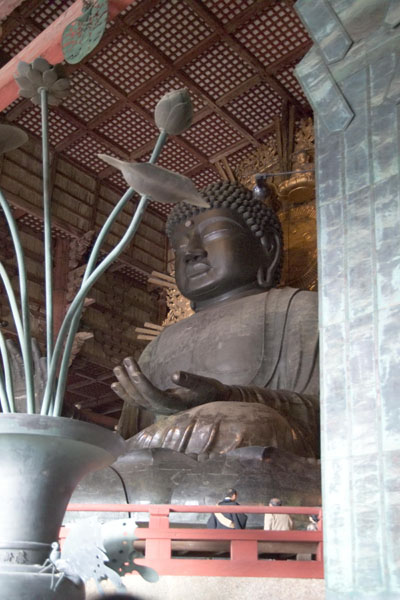
O Grande Buda Tōdai-ji, em um templo budista em Nara, no Japão

Vairocana (em japonês: Dainichi Nyorai) é o Buda do Centro, entre os cinco budas da meditação. É o buda que manifesta os fenômenos. Mestre da família Buda, representa o Adi-Buda, que é a essência de todos os budas, do qual emanam os cinco budas da meditação.
Sua cor é branca, contudo, quando se trata de Samanthabadra, então a cor é azul. Seu símbolo é a roda e sua sabedoria é absoluta. Sua consorte é Dhatvisvari. Por manisfestar todas as coisas, seu agregado é a forma material, ou corpo (sânscrito: rupa).
Na doutrina dos três kayas, correponde ao Dharmakaya, isto é, à verdade e ao corpo do Buda.